# 2002年2月逝世人物列表
2002年逝世人物列表：1月 - 2月 - 3月 - 4月 - 5月 - 6月 - 7月 - 8月 - 9月 - 10月 - 11月 - 12月
2002年2月逝世人物列表，是用於匯總2002年2月期間逝世人物的列表。

## 依日期排序

### 1日
- Aykut Barka，50歲，土耳其地球科學家，交通事故。
- Streamline Ewing，85歲，美國爵士長號手，曾與路易士·阿姆斯特朗、萊昂內爾·漢普頓、吉米·倫斯福德、卡布·卡洛威合作。[1]
- 希爾德加德·克內夫（Hildegard Knef），76歲，德國女演員和歌手，肺炎。[2]
- 伊利什·麥卡拉，73歲，美國女演員（希娜，叢林女王）和藝術家，中風和腦腫瘤併發症。[3]
- 丹尼爾·珀爾（Daniel Pearl），38歲，美國記者，斬首。[4]

### 2日
- 保羅·巴羅克（Paul Baloff），41歲，美國歌手（出埃及記），心力衰竭。
- 克勞德·布朗（Claude Brown），64歲，美國作家（《應許之地的男人》）。[5]
- 安迪·漢森（Andy Hansen），77歲，美國棒球運動員（紐約巨人隊，費城費城人隊）。[6]
- 埃德·朱克（Ed Jucker），85歲，美國籃球教練（1961年和1962年在辛辛那提獲得NCAA冠軍）和棒球教練，前列腺癌。[7]
- 阿尼·巴欽（Ani Pachen），68歲，西藏自由鬥士、活動家和作家，被譽為西藏的“武士尼姑”。[8]
- 雷莫·帕爾米耶（Remo Palmier），78歲，美國爵士吉他手（科爾曼·霍金斯（Coleman Hawkins），查理·派克（Charlie Parker），比莉·霍利迪（Billie Holiday）。[9]
- Oscar Reutersvärd，86歲，瑞典平面藝術家。

### 3日
- 陳鄭秀鸞，82歲，因「百佳黃老太」廣告明星形象深入民心。肺癌。
- 詹姆斯·布萊克伍德（James Blackwood），82歲，美國福音歌手（布萊克伍德兄弟）。[10]
- 凱·布朗比爾（Kay Brownbill），87歲，澳大利亞媒體人、政治家。
- K. Chakravarthy，65歲，印度音樂總監。
- 愛德華·湯瑪斯·查普曼（Edward Thomas Chapman），82歲，威爾士二戰英國陸軍下士，維多利亞十字勳章獲得者。[11]
- 魯道夫·弗萊施曼（Rudolf Fleischmann），98歲，德國核物理學家。[12]
- 雷蒙德·傑羅姆（Raymond Gérôme），81歲，比利時-法國舞臺和銀幕演員。[13]
- 比爾·哈威（Bill Harvey），82歲，英國足球運動員。
- 梅爾·麥加哈（Mel McGaha），75歲，美國棒球教練兼經理。
- Hans Paetsch，92歲，德國演員。
- 朱利安·拉薩姆（Julien Rassam），33歲，法國演員，自殺。[14]
- 納爾遜·羅伯遜爾（Nelson Royal），66歲，美國職業摔跤手，教練和推廣人，心臟病發作。
- Aglaja Veteranyi，39歲，羅馬尼亞裔瑞士作家，自殺。

### 4日
- 阿加莎·芭芭拉（Agatha Barbara），78歲，馬爾他政治家。[15]
- 西格瓦德·貝爾納多特（Sigvard Bernadotte），94歲，瑞典王子。[16]
- 弗雷德里克·克拉克（Frederick J. Clarke），86歲，美國陸軍中將，擔任工程兵總長。[17]
- 莎拉·克拉克（Sarah Clarke），82歲，愛爾蘭修女和民權活動家。
- 巴格萬·達達（Bhagwan Dada），88歲，印度演員和電影導演，心臟病發作。
- 拉爾夫·弗里茨（Ralph Fritz），84歲，美國橄欖球運動員（密歇根大學費城老鷹隊）。[18]
- 維斯瓦夫·格西奧雷克，66歲，波蘭網球運動員。
- 米洛斯拉夫·哈姆尔，85歲，捷克斯洛伐克乒乓球運動員。
- 伯特·海德（Bert Head），85歲，英國足球運動員和經理。
- 英格·康拉迪（Inge Konradi），77歲，奧地利舞臺和電影女演員，癌症。
- 喬治·納德（George Nader），80歲，美國演員（《六座橋要穿越》，《考文垂的戈迪瓦夫人》，《耶洗別之罪》），心肺衰竭。[19]
- 海倫·多德森·普林斯，96歲，美國天文學家。
- 布羅德里克·湯普森（Broderick Thompson），41歲，美國橄欖球運動員（堪薩斯州，聖地牙哥閃電隊），摩托車事故。[20]
- 伊芙·提圖斯（Eve Titus），79歲，美國兒童作家。
- 巴克斯特·沃德（Baxter Ward），82歲，美國電視新聞主播，洛杉磯縣監事會兩屆成員。[21]

### 5日
- 安吉拉·杜·莫里埃（Angela du Maurier），97歲，英國女演員和小說家。[22]
- 舟越保武，89歲，日本雕塑家和畫家。
- 雷蒙德·馬托拉諾（Raymond Martorano），74歲，義大利裔美國黑幫（費城犯罪家族），被槍殺。
- 羅伯特·馬瑟（Robert Mather），87歲，澳大利亞政治家。
- 安娜莉·惠特莫爾·法迪曼（Annalee Whitmore Fadiman），85歲，美國編劇（《安迪·哈迪遇見處女作》《懷抱中的寶貝》）和二戰駐外記者，安樂死。[23]

### 6日
- 張築生，數學家。
- Osman Bölükbaşı，土耳其政治家和政黨領袖，呼吸衰竭。
- Grietje de Jongh，77歲，荷蘭奧運短跑運動員。[24]
- 溫德爾·馬歇爾（Wendell Marshall），81歲，美國爵士樂低音提琴手。[25]
- 峰惠研，66歲，日本配音演員。
- 马克斯·佩鲁茨，87歲，奧地利出生的英國分子生物學家，1962年諾貝爾化學獎得主，癌症。[26]
- Yehoshua Rozin，83歲，以色列籃球教練。
- 蓋伊·斯托克韋爾（Guy Stockwell），68歲，美國演員（《天堂歷險記》，《博·蓋斯特》，《理查·布恩秀》），糖尿病併發症。[27]

### 7日
- Elisa Bridges，28歲，美國女演員和模特，《花花公子》雜誌1994年12月的月度玩伴，吸毒過量。[28]
- 傑克·費爾曼（Jack Fairman），88歲，英國一級方程式賽車手。[29]
- 吉布森·瓦特男爵大衛·吉布森·瓦特，83歲，英國政治家。
- 黛安·哈特（Diane Hart），75歲，英國女演員和政治活動家。
- 洛恩·亨德森（Lorne Henderson），81歲，加拿大政治家。
- 威廉·約翰（Wilhelm Johnen），80歲，二戰期間德國空軍夜間戰鬥機王牌。
- 傑羅德·卡茨（Jerrold Katz），69歲，美國哲學家和語言學家。[30]
- 托尼·龐德（Tony Pond），56歲，英國拉力賽車手，胰腺癌。[31]

### 8日
- 伊莉莎白·曼·博爾赫斯（Elisabeth Mann Borgese），83歲，德裔加拿大環保主義者，政治學家和作家，肺炎。[32]
- 尼克·布里尼奧拉（Nick Brignola），65歲，美國爵士薩克斯管演奏家。[33]
- 王鼎昌，66歲，新加坡政治家，新加坡第五任總統（1993-1999），淋巴瘤。[34]
- 威廉·T·迪拉德（William T. Dillard），87歲，美國零售商（迪拉德百貨公司）。[35]
- 莫裡斯·弗利（Maurice Foley），76歲，英國政治家（西布羅姆維奇議會議員）。[36]
- 約阿希姆·霍夫曼（Joachim Hoffmann），71歲，德國歷史學家。[37]
- 約翰·馬克·伊尼恩格（John Mark Inienger），56歲，奈及利亞陸軍少將，交通事故。
- 勞埃德·基瓦·紐（Lloyd Kiva New），85歲，美國切諾基藝術家和設計師。[38]
- 埃絲特·阿福阿·奧克洛（Esther Afua Ocloo），82歲，迦納企業家，小額貸款的先驅，肺炎。[39]
- Grigory Okhay，85歲，朝鮮戰爭期間的蘇聯米格-15飛行王牌。
- 揚尼斯·帕蒂亞卡基斯（Giannis Pathiakakis），48歲，希臘足球運動員，心臟病發作。
- Duggie Reid，84歲，蘇格蘭足球運動員。[40]
- 埃爾登·陸克文（Eldon Rudd），81歲，美國政治家。
- 鮑勃·伍勒（Bob Wooler），76歲，英國唱片騎師，以將披頭士樂隊介紹給未來的經理布萊恩·愛潑斯坦（Brian Epstein）而聞名。[41]
- 齊齊尼奧，80歲，巴西足球運動員，心臟病發作。[42]

### 9日
- 米羅斯拉夫·阿德萊希奇，94歲，斯洛維尼亞物理學家。
- 邁克爾·約瑟夫·貝格利（Michael Joseph Begley），92歲，美國羅馬天主教會主教。
- 理查·赫伯特·富特（Richard Herbert Foote），83歲，美國昆蟲學家。
- 弗雷德·蓋爾克（Fred Gehrke），83歲，美式橄欖球運動員（洛杉磯公羊隊）和高管（丹佛野馬隊）。[43]
- 伊莎貝爾·霍蘭德（Isabelle Holland），81歲，美國兒童作家。[44]
- Bill McElhiney，87歲，美國音樂家、樂隊領隊和音樂總監，患有阿爾茨海默病。
- 賈德森·普拉特（Judson Pratt），85歲，美國角色演員。[45]
- Vesta M. Roy，76歲，美國政治家。
- 瑪嘉烈公主，71歲，英國皇室成員，英國女王伊莉莎白二世的妹妹，中風。[46]
- 阿萊·艾哈邁德·蘇魯爾（Ale Ahmad Suroor），90歲，印度詩人和評論家。

### 10日
- 傑克·阿博特（Jack Abbott），58歲，美國罪犯和作家（《在野獸的肚子里》），自殺。[47]
- 切特·克萊門斯（Chet Clemens），84歲，美國棒球運動員（波士頓蜜蜂隊/勇士隊）。[48]
- 貢薩洛·費爾南德斯·德拉莫拉，77歲，西班牙散文家和政治家。[49]
- 約翰·埃里克森（John Erickson），72歲，英國歷史學家，蘇聯和俄羅斯的主要權威。[50]
- 拉蒙·阿雷拉諾·費利克斯，37歲，墨西哥毒梟，彈道創傷。
- Traudl Junge，81歲，德國秘書，他接受了阿道夫·希特勒的遺囑和遺囑（盲點：希特勒的秘書），肺癌。[51]
- 賽義德·阿裡·阿赫塔爾·里茲維（Syed Ali Akhtar Rizvi），53歲，印度什葉派學者、歷史學家、作家和詩人。
- 吉姆·斯賓塞（Jim Spencer），54歲，美國棒球運動員（芝加哥白襪隊，紐約洋基隊，奧克蘭田徑隊），心臟病發作。[52]
- Dan R. Tonkovich，55歲，美國政治家（屍體於這一天被發現）。
- 戴夫·范·朗克（Dave Van Ronk），65歲，美國民謠歌手，1960年代紐約市格林威治村的重要人物，結直腸癌。[53]
- 弗农·沃尔特斯（Vernon A. Walters），85歲，美國陸軍軍官和外交官（中央情報局副局長，美國駐聯合國大使）。[54]

### 11日
- 瑪麗·布魯克斯（Mary Brooks），94歲，1969年至1977年擔任美國造幣廠廠長。[55]
- 拉爾夫·布克斯鮑姆（Ralph Buchsbaum），95歲，美國動物學家，生態學家和作家（《沒有脊椎的動物》）。[56]
- 弗蘭基·克羅塞蒂（Frankie Crosetti），91歲，美國棒球運動員（紐約洋基隊）和教練（紐約洋基隊，西雅圖飛行員隊，明尼蘇達雙城隊）。[57]
- 巴里·福斯特（Barry Foster），74歲，英國演員，心臟病發作。[58]
- George A. Kasem，82歲，美國政治家（美國加州第25國會選區眾議員），肺炎。[59]
- 萊斯·佩登（Les Peden），78歲，美國棒球運動員（華盛頓參議員）。[60]
- 維克多·波斯納（Victor Posner），83歲，美國商人，大亨和企業掠奪者，肺炎。[61]
- 加埃塔諾·斯塔馬蒂（Gaetano Stammati），93歲，義大利政治家。

### 12日
- 特蕾莎·伯恩斯坦（Theresa Bernstein），111歲，波蘭裔美國藝術家和作家。[62]
- 芭芭拉·梅·卡梅倫（Barbara May Cameron），47歲，美國人權活動家。[63]
- 威廉·李·德懷爾（William Lee Dwyer），72歲，美國聯邦法官（美國華盛頓西區地方法院美國地區法官）。[64]
- 喬治·艾弗曼（George Eiferman），76歲，美國健美運動員，1962年贏得環球先生。[65]
- 約翰·埃里克森（John Eriksen），44歲，丹麥足球運動員，摔倒了。[66]
- 伊德·奧馬魯（Idé Oumarou），65歲，尼日外交官、政府部長和記者，心臟病發作。[67]
- 何塞·特拉瓦索斯，75歲，葡萄牙足球運動員。

### 13日
- 喬治·佈雷，83歲，英國足球運動員。[68]
- 拉蒙·格羅索（Ramón Grosso），58歲，西班牙足球運動員，癌症。
- 卡洛斯·阿博伊姆·英格萊斯（Carlos Aboim Inglez），72歲，葡萄牙共產主義知識份子、激進分子和政治家。
- 韋倫·詹寧斯（Waylon Jennings），64歲，美國鄉村音樂表演者，演員和唱片騎師，糖尿病患者。[69]
- 迪克·克萊納（Dick Kleiner），80歲，美國娛樂專欄作家和記者。[70]
- 曼弗雷德·庫施曼（Manfred Kuschmann），51歲，東德長跑運動員。
- 埃德瑪·梅德尼斯（Edmar Mednis），64歲，美國國際象棋特級大師，肺炎併發症。[71]
- 湯瑪斯·特拉普內爾（Thomas J. H. Trapnell），99歲，美國陸軍中將。[72]
- Pauline Trigère，93歲，法裔美國時裝設計師。[73]
- 西德尼·韋格爾（Sidney Weighell），79歲，英國足球運動員，工會會員和全國鐵路工人聯盟秘書長。[74]

### 14日
- 多梅內克·巴爾曼亞，87歲，西班牙足球中場和經理。
- J·德斯蒙德·克拉克（J. Desmond Clark），85歲，英裔美國考古學家、人類學家和作家，肺炎。[75]
- 吉恩·庫克（Gene Cook），70歲，美國職業橄欖球運動員（底特律雄獅隊），小聯盟棒球執行官，俄亥俄州托萊多的民選官員。[76]
- 諾曼·大衛森（Norman Davidson），85歲，美國分子生物學家，推進基因組研究的重要人物。[77]
- 吉納維耶夫·戴高樂-安東尼奧茲（Geneviève de Gaulle-Anthonioz），81歲，二戰期間的法國抵抗運動成員。[78]
- Nándor Hidegkuti，79歲，匈牙利足球運動員和經理（1952年夏季奧運會足球金牌得主）。[79]
- A. J. Kardar，75歲，巴基斯坦電影導演、製片人和編劇。
- 格羅弗·克蘭茨（Grover Krantz），70歲，美國人類學家和密碼動物學家，被稱為大腳怪研究員，胰腺癌。[80]
- 巴德·奧爾森（Bud Olson），76歲，加拿大政治家，阿爾伯塔省副省長。[81]
- 約翰·史蒂文斯（John Stevens），80歲，英國音樂學家、文學學者和歷史學家。[82]
- 米克·塔克（Mick Tucker），54歲，華麗搖滾樂隊Sweet的英國鼓手，患有白血病。
- 君特·萬德（Günter Wand），90歲，德國管弦樂團指揮。[83]

### 15日
- 道格·卡什（Doug Cash），82歲，澳大利亞政治家。
- 邁克·達爾（Mike Darr），25歲，美國棒球運動員（聖地牙哥教士隊），車禍。[84]
- Munro S. Edmonson，77歲，美國語言學家和人類學家。
- 露西爾·隆德（Lucille Lund），88歲，美國電影女演員（《黑貓》）。[85]
- Ke Pauk，68歲，柬埔寨紅色高棉領導人。
- 雅克·魯洛（Jacques Roulot），68歲，法國擊劍運動員。[86]
- 霍華德·史密斯（Howard K. Smith），87歲，美國電視主播和政治評論員，肺炎。[87]
- 凯文·史密斯（Kevin Smith），38歲，紐西蘭演員，（《賽娜：戰士公主》《年輕的大力士》），墮落。[88]
- 加里·韋斯頓（Garry Weston），74歲，加拿大商人（英國聯合食品公司）。[89]

### 16日
- 湯米·克魯徹（Tommy Crutcher），60歲，美國職業足球運動員（TCU，綠灣包裝工隊）。[90]
- 约翰·威廉·加德纳（John W. Gardner），89歲，美國公務員，美國國務卿，癌症。[91]
- Peter Voulkos，78歲，美國陶藝家，心臟病發作。[92]
- 沃爾特·溫特伯頓（Walter Winterbottom），88歲，英國足球經理，英格蘭足球隊第一位全職經理，手術併發症。[93]

### 17日
- 安東尼·本傑明（Anthony Benjamin），70歲，英國畫家和雕塑家。[94]
- 羅斯·道森（Ross Dowson），84歲，加拿大托洛茨基主義政治家。[95]
- Ehtesham，74歲，孟加拉國和巴基斯坦電影導演。
- Paterson Ewen，76歲，加拿大畫家和雕塑家，以其宇宙圖像而聞名。[96]
- 列夫·庫利扎諾夫（Lev Kulidzhanov），77歲，蘇聯電影導演和編劇，中風。

### 18日
- 朱斯蒂諾·杜拉諾（Giustino Durano），78歲，義大利演員（《美麗人生》）。[97]
- 傑克·蘭伯特（Jack Lambert），81歲，美國演員。[98]
- 穆罕默德·達博·萊爾（Mohammed Dabo Lere），奈及利亞政治家。
- 加布里埃爾·馬里亞諾（Gabriel Mariano），73歲，佛得角作家。[99]
- 伯恩·皮文（Byrne Piven），72歲，美國演員（《約翰·瑪律科維奇》《第34街的奇跡》《非常糟糕的事情》），肺癌。[100]
- 何塞·奧爾特加·斯波托爾諾（José Ortega Spottorno），85歲，西班牙記者和出版商。[101]

### 19日
- 劉占鰲（英語：John C.N. Liu），字洪洲，92歲，中華民國中央研究院第七屆(生命科學組)院士。[102]
- 薩爾·巴托洛，84歲，美國拳擊手和WBA羽量級冠軍。[103]
- Lila De Nobili，85歲，義大利舞台設計師、服裝設計師和時裝插畫家。[104]
- 奧托·艾森曼（Otto Eisenmann），88歲，德國政治家，聯邦議院議員。
- 佛吉尼亞·漢密爾頓（Virginia Hamilton），67歲，美國兒童讀物作家，乳腺癌患者。[105][106]
- 斯威德·漢森，68歲，美國職業摔跤手，敗血症。
- 拉希德·艾哈邁德·盧迪安維（Rashid Ahmad Ludhianvi），79歲，巴基斯坦伊斯蘭學者和法奇。
- 西爾維婭·里維拉（Sylvia Rivera），50歲，美國同性戀解放和跨性別活動家，肝癌。[107]
- 吉恩·魯傑羅（Gene Ruggiero），91歲，美國電影剪輯師。
- Arne Selmosson，70歲，瑞典足球運動員和經理。[108]
- 威廉·大衛斯·泰勒（William Davis Taylor），93歲，美國報紙高管和《波士頓環球報》出版商。[109]

### 20日
- 李剑晨，美术家、美术教育家。
- 蘿拉·杜邦（Laura DuPont），52歲，美國網球運動員，1977年美國紅土球場冠軍，乳腺癌。[110]
- 鄧尼斯·凱萊赫（Dennis Kelleher），83歲，愛爾蘭足球運動員。
- 斯蒂芬·朗斯特裡特（Stephen Longstreet），94歲，美國作家和藝術家。[111]
- Edwin H. May， Jr.，77歲，美國商人和政治家。
- Jean Oser，94歲，德裔美國電影剪輯師。
- 布兰科·斯坦科维奇，80歲，波士尼亞塞族足球運動員和經理。[112]
- 弗雷德里克·斯坦坎普（Fredric Steinkamp），73歲，美國電影剪輯師（Grand Prix，Tootsie，Out of Africa），奧斯卡獎得主（1967年）。
- Willie Thrower，71歲，美國橄欖球運動員（密歇根州立大學，芝加哥熊隊），心臟病發作。[113]

### 21日
- A. L. Barker，83歲，英國作家。[114]
- Laudomia Bonanni，94歲，義大利作家和記者。[115]
- 羅登·卡特勒（Roden Cutler），85歲，澳大利亞外交官和新南威爾士州州長。[116]
- 比爾·福爾，61歲，美國棒球運動員（底特律老虎隊、芝加哥小熊隊、三藩市巨人隊）。[117]
- 哈羅德·弗斯（Harold Furth），72歲，奧地利裔美國物理學家，受控核聚變研究的領導者，心臟病發作。[118]
- Pietro Grossi，84歲，義大利計算機音樂先驅、視覺藝術家和駭客。[119]
- 特雷弗·漢普頓（Trevor Hampton），89歲，英國潛水夫。
- 勒羅伊·米爾頓·凱利（Leroy Milton Kelly），87歲，美國數學家。[120]
- 哈羅德·普魯特（Harold Pruett），32歲，美國演員（《局外人》），意外吸毒過量。
- John Thaw，60歲，英國演員（Inspector Morse，The Sweeney，Kavanagh QC），癌症。[121]
- 喬治·維德爾（Georges Vedel），91歲，法國公法教授。[122]
- 哈羅德·韋斯伯格（Harold Weisberg），88歲，美國公務員、調查記者和作家。[123]

### 22日
- 帕迪·安布羅斯（Paddy Ambrose），73歲，來自愛爾蘭都柏林的足球運動員和教練。
- 瑪麗亞·科爾蒂（Maria Corti），86歲，義大利語言學家、文學評論家和小說家。[124]
- 維亞切斯拉夫·德里亞金，61歲，蘇聯奧運滑雪運動員（1964年、1968年、1972年冬奧會男子北歐兩項全能冠軍）。 [125]
- 雷蒙德·費爾斯（Raymond Firth），100歲，英國人類學家。[126]
- 查克·鐘斯（Chuck Jones），89歲，美國動畫師，Wile E. Coyote和Road Runner的創作者，心力衰竭。[127]
- 弗朗西斯科·莫拉（Francisco Mora），79歲，壁畫家“墨西哥畫派”的墨西哥藝術家。
- Joaquim Olmos，86歲，西班牙賽車手。[128]
- 龐克·普林斯（Poncke Princen），76歲，二戰期間的荷蘭反納粹戰士和活動家。[129]
- 若纳斯·萨文比，67歲，安哥拉革命者，安盟領導人，多處槍傷。[130]
- 芭芭拉·瓦倫丁（Barbara Valentin），61歲，奧地利女演員，腦溢血。[131]
- Ronnie Verrell，76歲，英國爵士鼓手。[132]

### 23日
- 弗朗茨·埃爾伯恩（Franz Elbern），91歲，德國足球運動員。[133]
- Bernd Hartstein，54歲，德國奧運射擊運動員和教練，白血病。[134]
- 皮奇斯·傑克遜，88歲，美國電影女演員。
- 戈登·馬修斯（Gordon Matthews），65歲，美國發明家和商人，被認為是“語音郵件”之父，中風。[135]
- Prathyusha，20歲，印度女演員，自殺。
- Ryszard Przybysz，52歲，波蘭奧運手球運動員。[136]

### 24日
- 陳冠華（原名陳水柳），台灣戲曲樂師、作曲家、樂器工藝家。
- 馬丁·埃斯林（Martin Esslin），83歲，匈牙利裔英國製片人、劇作家和記者，患有帕金森病。[137]
- 大衛·霍金斯（David Hawkins），88歲，美國哲學家和曼哈頓計劃的歷史學家。[138]
- 斯坦尼斯拉夫·利本斯基（Stanislav Libenský），80歲，捷克當代藝術家。[139]
- 亞瑟·萊曼（Arthur Lyman），70歲，美國爵士電顫琴和馬林巴琴演奏家（“黃鳥”），食道癌。[140]
- Leo Ornstein，106歲，俄羅斯出生的美國實驗作曲家和鋼琴家。[141]
- 梅爾·斯圖爾特（Mel Stewart），72歲，美國演員，電視導演和音樂家，患有阿爾茨海默病。[142]
- 羅伯特·施特勞斯-胡佩（Robert Strausz-Hupé），98歲，美國外交官（美國駐斯裡蘭卡、比利時、瑞典、北約、土耳其大使）。[143]
- Hela Yungst，52歲，以色列裔美國女演員（《指路明燈》《我所有的孩子》）和選美冠軍，癌症。[144]

### 25日
- 克林特·艾伯塔（Clint Alberta），32歲，加拿大電影製片人，自殺。[145]
- 克雷爾·達文波特（Claire Davenport），68歲，英國女演員，腎衰竭。
- 安東尼奧·登博，57歲，安哥拉反共革命者，安盟領導人，在行動中喪生。[146]
- 克萊夫·杜瓦爾二世（Clive L. DuVal II），89歲，美國政治家和律師，癌症。
- 阿法克·海珊（Afaq Hussain），62歲，巴基斯坦板球運動員。[147]

### 26日
- L. Balaraman，70歲，印度政治家，國會議員（1984-1991,1996-1998）。[148]
- 維爾納·格羅斯曼（Werner Grothmann），86歲，二戰期間的德國武裝黨衛軍軍官，海因里希·希姆萊（Heinrich Himmler）的副官。
- Helen Megaw，94歲，愛爾蘭晶體學家。
- 奧斯卡·薩拉（Oskar Sala），91歲，德國物理學家，作曲家和電子音樂（The Birds）的先驅。[149]
- 勞倫斯·蒂爾尼（Lawrence Tierney），82歲，美國演員（迪林格，地球上最偉大的表演，水庫狗），肺炎。[150]
- 托尼·楊（Tony Young），64歲，美國演員（《槍手》《綜合醫院》《星際迷航》），肺癌。[151]

### 27日
- 喬治·博庫爾（Georges Beaucourt），89歲，法國足球運動員。[152]
- 托德·戈達爾（Tord Godal），92歲，挪威神學家和尼達羅斯教區主教。
- 沃倫·哈丁（Warren Harding），77歲，美國攀岩運動員。[153]
- 斯派克·米利根（Spike Milligan），83歲，愛爾蘭演員，喜劇演員和作家（The Goon Show），腎衰竭。[154]
- 戴克斯·波特，91歲，美國棒球運動員（布魯克林道奇隊）。[155]
- 科斯塔·安傑利·拉多瓦尼（Kosta Angeli Radovani），85歲，克羅埃西亞雕塑家，克羅埃西亞科學與藝術學院院士。
- 蘇拉吉特·錢德拉·辛哈（Surajit Chandra Sinha），印度人類學家。[156]

### 28日
- 珍妮絲·庫珀（Janice Cooper），62歲，澳大利亞奧運跳高運動員（1956年夏季奧運會女子跳高）。[157]
- 埃赫桑·賈弗里（Ehsan Jafri），印度政治家，被暴徒殺害。
- 瑪麗·斯圖爾特（Mary Stuart），75歲，美國女演員（《尋找明天》），骨癌，中風。[158]
- 赫爾穆特·撒迦利亞斯（Helmut Zacharias），82歲，德國小提琴家和作曲家，阿爾茨海默病。[159]